# 斑翅娇鹟
，是雀形目霸鹟科的一种鸟类。
斑翅娇鹟体重约16克，翼长约66.2毫米，喙宽度约4.2毫米，喙厚度约4.7毫米，嘴峰长约11.7毫米，跗蹠长约16.8毫米，尾长约50.3毫米。
斑翅娇鹟是留鸟，栖息在森林，它们是食肉动物，主要以昆虫、蜘蛛等陆生无脊椎动物为食。

## 亚种
- Piprites chloris antioquiae，分布在哥伦比亚安第斯山脉中部。
- Piprites chloris boliviana，分布在玻利维亚北部热带地区和巴西西南部的亚马逊地区。
- Piprites chloris chlorion，分布在委内瑞拉东南部、圭亚那和巴西北部。
- Piprites chloris chloris，分布在巴西东南部（圣埃斯皮里图）至巴拉圭东部和阿根廷东北部。
- Piprites chloris grisescens，分布在巴西北部帕拉州的东部区域。
- Piprites chloris perijana，分布在哥伦比亚东部的佩里哈山脉和委内瑞拉西部的安第斯山脉。
- Piprites chloris tschudii，分布在哥伦比亚东南部至秘鲁中部和巴西西北部。[4]